# Scheuerheck
Scheuerheck ist ein Stadtteil von Bad Münstereifel im Kreis Euskirchen, Nordrhein-Westfalen.

## Lage
Der Ort liegt südöstlich von Bad Münstereifel. Am westlichen und am östlichen Ortsrand verlaufen die Landesstraßen 113 und 234. Am östlichen Ortsrand fließt der Effelsberger Bach, der in Ortsnähe entspringt.

## Geschichte
Von 1816 bis zum 30. Juni 1969 gehörte Scheuerheck zu der bis dahin eigenständigen Gemeinde Effelsberg. Seitdem ist Scheuerheck ein eigener Stadtteil von Bad Münstereifel.
In Scheuerheck kann die Donatuskapelle besichtigt werden, die um 1700 errichtet wurde. Die dort aufbewahrten Reliquie wurden 1649 in Rom den Jesuiten geschenkt. Drei Jahre später, am 30. Juni 1652, wurden sie schließlich ins damalige Münstereifel überführt und schließlich nach Scheuerheck gebracht.
Ein historisches Wohnstallhaus aus Scheuerheck steht im LVR-Freilichtmuseum Kommern.

## Verkehr
Die VRS-Buslinie 828 der RVK verbindet den Ort mit Bad Münstereifel und weiteren Nachbarorten, überwiegend als TaxiBusPlus im Bedarfsverkehr.
| Linie | Verlauf |
| ----- | --- |
| 828   | MiKE (außer im Schülerverkehr): Bad Münstereifel Bf – (Bad Münstereifel Rathaus →/ Gewerbegeb./Ärzteh. ←) Rodert – Holzem – Lethert – Effelsberg – Scheuerheck – Wald – Limbach – Houverath – Lanzerath – Eichen – Maulbach – Scheuren |

Die Grundschulkinder werden zur katholischen Grundschule nach Houverath gebracht. 